# Kastellion
Kastellion war ein griechisches Kloster (Koinobion) in Palästina wenige Kilometer nordöstlich vom Kloster Mar Saba. Es wurde 492 vom Mönchsvater Sabas in den Ruinen der alten Festung Hyrkania gegründet.